# チャールズ・レノックス (初代リッチモンド公)
初代リッチモンド公チャールズ・レノックス（Charles Lennox, 1st Duke of Richmond, KG, 1672年7月29日 - 1723年5月27日）は、イギリスとフランスの貴族。イングランド王チャールズ2世と愛人ルイーズ・ケルアイユの間の庶子。初代リッチモンド公・オウビーニュイ公でレノックス家の祖。ダイアナ元皇太子妃の先祖の1人でもある。

## 生涯
1675年8月9日、3歳で父からイングランド貴族のリッチモンド公、マーチ伯、セトリントン男爵に叙せられ、9月9日にはスコットランド貴族としてレノックス公、ダーンリー伯に叙せられた。1681年にガーター勲章を受勲、主馬頭に任じられ、1684年にフランス王ルイ14世からフランス貴族のオウビーニュイ公に叙爵され、イングランドとフランスの貴族となった。
1685年に父が亡くなり叔父のジェームズ2世が即位すると主馬頭を解任されるもジェームズ2世の下でスコットランド海軍委員会に所属、1701年にスコットランド海軍司令長官に任命されるも1705年に辞職、以後は政治活動から手を引いて趣味に明け暮れ、1723年に50歳で死去、息子のチャールズが爵位を継いだ。
1696年から1697年にかけてフリーメイソンのグランドマスターを務めた。また、クリケットを一般的なスポーツとして広めようと積極的に支援、1697年と1702年に大会を開催するまでになった。この性質は息子チャールズにも受け継がれ、2代にわたるクリケットのパトロンとして活動した。

## 子女
1692年、ブルデネル男爵フランシスの娘アンと結婚、3人の子を儲けた。
1. ルイーズ（1694年 - 1716年） - バークレー伯ジェームズ・バークレーと結婚
2. チャールズ（1701年 - 1750年） - 第2代リッチモンド公
3. アン（1703年 - 1789年） - アルベマール伯ウィリアム・ヴァン・ケッペルと結婚